# Il controllore dei vagoni letto
Il controllore dei vagoni letto è un film del 1922 diretto da Mario Almirante.

## Trama
Un povero marito, a causa dell'estrema gelosia della moglie, per ottenere qualche giorno di libertà durante la settimana si fa credere impiegato delle ferrovie e quindi obbligato ad assentarsi il giorno e la notte, come controllore dei wagon-lits. Ne segue una serie di allegri equivoci, situazioni imbarazzanti e imprevisti, che si concludono con il ritorno a casa del marito transfuga.

## Produzione
Tratto dalla commedia Le contrôleur des wagons-lits del 1898 dello scrittore francese Alexandre Bisson, il film ottenne il visto censura n. 17550 il 30 novembre 1922.
Una versione restaurata di 80 minuti è stata presentata dalla Cineteca di Bologna al festival cinematografico Il cinema ritrovato del 1991.

## Critica
Un recensore dell'epoca scrive: « Questa pochade del Bisson, che noi conoscevamo attraverso l'indiavolata interpretazione della compagnia Galli-Ciarli-Bracci-Guasti, nella riduzione e direzione artistica di Mario Almirante, si è trasformata in commedia brillante e signorile. Al posto del sapore pepato e boccaccesco che stuzzicava le pupille del debosciato, noi gustiamo una
vera allegrezza, un'ilarità fresca e serena nel seguire la serie della avventura [...]».
Edgardo Rebizzi in L'Ambrosiano del 28 dicembre 1922 critica la sceneggiatura: « Se ce ne fosse bisogno, Il controllore dei vagoni letto viene ancora una volta a dimostrare il pericolo, per il cinematografo, di valersi di riduzioni dal teatro o dal romanzo. Anche la vecchia pochade di Bisson esce dalla riduzione, per quanto sia essa abile, scolorita e snaturata.
È inutile: la letteratura è una cosa, il cinematografo un'altra. Sono forse più i punti di antitesi tra i due generi, che quelli di affinità. Malgrado questo, il film è divertente, molto grazioso, assai bene interpretato da Oreste Bilancia e diretto con mano abile e sicura, Il taglio delle scene è moderno e sobrio, la tecnica fotografica è sempre lodevole. Insomma, si è fatto tutto quello che si è potuto, con un risultato, se non adeguato allo sforzo, certo assai soddisfacente ».